# إسحاق إسيندي
إسحاق إسيندي (بالإنجليزية: Isaac Isinde)‏ (16 أبريل 1991 أوغندا - ) هو لاعب كرة قدم أوغندي، يلعب كمدافع، شارك في كأس الأمم الأفريقية 2017.

## روابط خارجية
- إسحاق إسيندي على موقع الاتحاد الدولي (مؤرشف)  (الإنجليزية)
- إسحاق إسيندي على موقع قاعدة بيانات كرة القدم.إي يو (الإنجليزية)
- إسحاق إسيندي على موقع ناشيونال فوتبول تيمز (الإنجليزية)
- إسحاق إسيندي على موقع Soccerway.com (الإنجليزية)